# Наукові записки Інституту історії
Наукові записки Інституту історії — неперіодичний збірник наукових праць, що видавалися впродовж 1943–60 в Києві. Вийшли 2 книги та 11 томів (у 13-ти випусках). Книги 1–2 видані під грифом Інституту історії і археології України АН УРСР (див. «Наукові записки Інституту історії і археології України АН УРСР»), т. 3–4 — Інституту історії України АН УРСР, т. 5–13 — Інституту історії АН УРСР. Відп. редактори — К.Гуслистий (кн. 1–2), О.Касименко (т. 3–7, 9–13), І.Гуржій (т. 8). Наклад «Наукових записок» коливався від 1 тис. прим. (т. 9) до 15 тис. прим. (кн. 2). У кн. 1–2 (1943, 1946) вміщено статті й матеріали майже з усіх періодів укр. історії й археології, а також документи Великої вітчизн. війни Рад. Союзу 1941—1945. У 3-му т. (1950) видруковано узагальнюючі статті з укр. та слов'ян. історії, зокрема відомих учених М.Тихомирова й С.Сказкіна. У 4–5-му т. (1952–53) опубліковано більшість розвідок і матеріалів з укр. минувшини 19–20 ст. З 6-го т. (1955) впроваджується практика публікації тематичних збірників. Усього вийшло 6 таких збірників: «Революція 1905—1907 рр. на Україні: До 50-річчя першої російської революції» (т. 6), «Історичні зв'язки слов'янських народів» (1956, т. 7), «І. Я. Франко як історик» (1956, т. 8), «Великий Жовтень і революційний рух народів зарубіжних країн. (1917—1920 рр.)» (1957, т. 10), «З історії боротьби за встановлення Радянської влади на Україні» (1957, т. 11), «З історії суспільно-економічного розвитку та класової боротьби на Україні (XVI — початок ХХ ст.)» (1960, т. 13). Як тематичні, так і нетематичні збірники (1957, т. 9; 1958, т. 12) загалом не мали сталої структури рубрик чи відділів. У проблемно-тематичному відношенні в «Наукових записках» друкувалися розвідки практично з усіх періодів укр. історії, біобібліографічні матеріали, рецензії, спогади, інформація, хроніка та повідомлення, але істотно переважали праці з укр. історії 19–20 ст., зокрема домінувала проблематика, пов'язана з висвітленням історії революц. рухів, соціально-екон. історії 2-ї пол. 19 — поч. 20 ст., соціаліст. буд-ва, Великої вітчизн. війни Рад. Союзу 1941–45 та ін. Як і більшість укр. істор. видань рад. доби, «Наукові записки» зазнали істотних ідеологічних впливів, зокрема в 3–5-му т. надрукована низка статей з апологією праць Й.Сталіна тощо. На сторінках «Наукових записок» публікувалися студії відомих укр. і рос. учених, у тому числі О.Апанович, А.Барабоя, І.Гранчака, Б.Грекова, К.Гуслистого, В.Дядиченка, П.Калениченка, Л.Коваленка, О.Компан, І.Кулинича, М.Лещенка, Ф.Лося, М.Петровського, М.Рубача, А.Санцевича, В.Сарбея, С.Сказкіна, Л.Славіна, М.Супруненка, М.Тихомирова, Ф.Шевченка, С.Юшкова та ін.